# سيلينا كومباني
سيلينا كومباني (19 يونيو 1959 - 24 سبتمبر 2015) كانت سياسية تنزانية في حزب الثورة، وعضوًا في البرلمان عن دائرة أولانجا الشرقية من 2005 إلى 2015. كما شغلت منصب وزيرة الدولة في مكتب الرئيس لإدارة الخدمة العامة.
توفيت كومباني في 24 سبتمبر 2015 أثناء تلقيها العلاج في الهند. كانت تبلغ من العمر 56 عامًا.